# نيحا (طرطوس)
نيحا قرية سورية تتبع ناحية مركز الشيخ بدر في منطقة الشيخ بدر في محافظة طرطوس. بلغ عدد سكانها 1,182 نسمة في عام 2004 حسب إحصاء المكتب المركزي للإحصاء.